# バレーボールブラジル男子代表
バレーボールブラジル男子代表（バレーボールブラジル だんしだいひょう、ポルトガル語: Seleção Brasileira de Voleibol Masculino）は、バレーボールの国際大会で編成されるブラジルの男子バレーボールナショナルチーム。
国旗にも用いられている黄色（カナリアイエロー）を基調としたユニフォームの配色（残りの色は紺色や青や緑色を使用してきた）から同国サッカー代表と同様、「カナリア軍団」と呼ばれることもある。

## 歴史
1947年に国際バレーボール連盟へ加盟し、1954年にブラジルバレーボール連盟が設立された。第3回大会の1956年世界選手権に初出場、初の南米開催となった1960年世界選手権では開催国を務めた。またバレーボールがオリンピックの正式種目となった1964年東京オリンピックにも南米のナショナルチームとして初めて出場を果たした。大陸選手権は不参加であった1964年南米選手権を除いて全てブラジルが優勝しており、驚異の28連覇中である。
1980年代に強豪国の仲間入りを果たし、1981年ワールドカップで銅メダルを獲得、1982年世界選手権、1984年ロサンゼルスオリンピックで銀メダルを獲得し、1992年バルセロナオリンピックで初の金メダルを獲得した。
2000年代に黄金期に入り、2004年アテネオリンピック、2006年世界選手権で金メダルを獲得し、ワールドカップで2003、2007年で2連覇、ワールドリーグでは5連覇を達成している。2002年以降、バレーボールの国際大会で他を全く寄せ付けず圧倒していたが、2008年北京オリンピックでは決勝でアメリカと対戦し、敗れて銀メダルに終わった。
2009年ワールドリーグの決勝ではセルビアを破り、2年ぶりに優勝を飾った。
翌年の2010年バレーボール男子世界選手権でも優勝して1990年、1994年、1998年、のイタリア代表以来の大会3連覇を成し遂げた。
2011年ワールドカップバレーボールは調子が上がらず苦戦したものの銅メダルを獲得した。大会3連覇はならなかったがこれで三大大会で8連続で表彰台に立ったことになった。
2012年8月のロンドンオリンピックでは決勝でロシアの前に2セットアップから大逆転負けを喫し、2大会連続の銀メダルに終わり金メダル奪還はならなかった。
2013年以降は3度のワールドリーグ準優勝を経験し、リオデジャネイロオリンピックにおいてイタリアに勝利し、2004年アテネオリンピック以来、3大会ぶりに悲願の金メダルを獲得した。
2021年の東京オリンピックでは準決勝でロシアオリンピック委員会に敗れると、3位決定戦でもアルゼンチンに敗れ、4位にとどまった。

## 過去の成績

### オリンピックの成績
| - 1964年 - 7位 - 1968年 - 9位 - 1972年 - 8位 - 1976年 - 7位 - 1980年 - 5位 - 1984年 - 銀メダル | - 1988年 - 4位 - 1992年 - 金メダル - 1996年 - 5位 - 2000年 - 6位 - 2004年 - 金メダル - 2008年 - 銀メダル | - 2012年 - 銀メダル - 2016年 - 金メダル - 2020年 - 4位 |

### 世界選手権の成績
| - 1949年 - 不参加 - 1952年 - 不参加 - 1956年 - 11位 - 1960年 - 5位 - 1962年 - 10位 - 1966年 - 13位 - 1970年 - 12位 - 1974年 - 9位 - 1978年 - 6位 - 1982年 - 銀メダル - 1986年 - 4位 - 1990年 - 4位 - 1994年 - 5位 - 1998年 - 4位 - 2002年 - 金メダル - 2006年 - 金メダル - 2010年 - 金メダル - 2014年 - 銀メダル - 2018年 - 銀メダル - 2022年 - 銅メダル |

### ワールドカップの成績
| - 1965年 - 不出場 - 1969年 - 6位 - 1977年 - 8位 - 1981年 - 3位 - 1985年 - 4位 - 1989年 - 5位 | - 1991年 - 6位 - 1995年 - 3位 - 1999年 - 5位 - 2003年 - 優勝 - 2007年 - 優勝 - 2011年 - 3位 | - 2015年 - 不出場 - 2019年 - 優勝 |

### 南米選手権の成績
| - 1951年 - 優勝 - 1956年 - 優勝 - 1958年 - 優勝 - 1961年 - 優勝 - 1962年 - 優勝 - 1964年 - 不出場 - 1967年 - 優勝 - 1969年 - 優勝 - 1971年 - 優勝 - 1973年 - 優勝 - 1975年 - 優勝 - 1977年 - 優勝 | - 1979年 - 優勝 - 1981年 - 優勝 - 1983年 - 優勝 - 1985年 - 優勝 - 1987年 - 優勝 - 1989年 - 優勝 - 1991年 - 優勝 - 1993年 - 優勝 - 1995年 - 優勝 - 1997年 - 優勝 - 1999年 - 優勝 - 2001年 - 優勝 | - 2003年 - 優勝 - 2005年 - 優勝 - 2007年 - 優勝 - 2009年 - 優勝 - 2011年 - 優勝 - 2013年 - 優勝 - 2015年 - 優勝 - 2017年 - 優勝 - 2019年 - 優勝 - 2021年 - 優勝 - 2023年 - 準優勝 |  |

### ワールドリーグ・ネーションズリーグの成績
| - 1990年 - 3位 - 1991年 - 5位 - 1992年 - 5位 - 1993年 - 優勝 - 1994年 - 3位 - 1995年 - 準優勝 - 1996年 - 5位 - 1997年 - 5位 - 1998年 - 5位 | - 1999年 - 3位 - 2000年 - 3位 - 2001年 - 優勝 - 2002年 - 準優勝 - 2003年 - 優勝 - 2004年 - 優勝 - 2005年 - 優勝 - 2006年 - 優勝 - 2007年 - 優勝 | - 2008年 - 4位 - 2009年 - 優勝 - 2010年 - 優勝 - 2011年 - 準優勝 - 2012年 - 6位 - 2013年 - 準優勝 - 2014年 - 準優勝 - 2015年 - 5位 - 2016年 - 準優勝 | - 2017年 - 準優勝 - 2018年 - 4位 - 2019年 - 4位 - 2020年 - 中止 - 2021年 - 優勝 - 2022年 - 6位 - 2023年 - 6位 |

### グラチャンの成績
| - 1993年 - 準優勝 - 1997年 - 優勝 - 2001年 - 準優勝 - 2005年 - 優勝 - 2009年 - 優勝 - 2013年 - 優勝 - 2017年 - 優勝 |

## 歴代代表選手
| - カルロス・ヌズマン - レナン・ダル・ゾット - ベルナルド・レゼンデ - マウリシオ・リマ - ジオバーニ・ガビオ - ジルソン・ベルナルド - マックス・ペレイラ - ナウベルチ・ビテンクール - ジルベルト・ゴドイフィリョ（ジバ） - グスタボ・エンドレス - アンドレ・エレル - マルセロ・エルガートン - リカルド・ガルシア - ダンテ・アマラウ - アンドレ・ナシメント - ロドリゴ・サンタナ - アンデルソン・ロドリゲス - セルジオ・ドゥトラ・サントス - ムーリオ・エンドレス - ジョアン・パウロ・タヴァレス | - エバンドロ・グエッラ - ウォレス・マルティンス - ブルーノ・レゼンデ - チアーゴ・アウヴェス - ルーカス・サートカンプ - バラセ・デ・ソウザ - ルイス・フェリペ・フォンテレス - リカルド・ルカレッリ・ソウザ - マウリシオ・シウバ - マウリシオ・ソウザ - アイザック・サントス - ドウグラス・ソウザ - フラビオ・グアルベルト - アラン・ソウザ - イオアンディ・レアル - ダルラン・ソウザ |

## ギャラリー
- 2006年世界選手権
- 2009年ワールドリーグ
- 2016年オリンピック